# Euphorbia bitataensis
Euphorbia bitataensis ist eine Pflanzenart aus der Gattung Wolfsmilch (Euphorbia) in der Familie der Wolfsmilchgewächse (Euphorbiaceae).

## Beschreibung
Die sukkulente Euphorbia bitataensis wächst aus einer starken, rhizomähnlichen Wurzel mit dicht verzweigten Trieben. Diese sind vierkantig und werden etwa 8 Millimeter breit. An den Kanten der Triebe befinden sich etwa hervortretende Zähne, die in einem Abstand von bis 18 Millimeter zueinander stehen. Die verlängerten Dornschildchen werden bis 12 Millimeter lang und 3 Millimeter breit. Es werden Dornen bis 10 Millimeter Länge und 2 Millimeter lange Nebenblattdornen ausgebildet.
Der Blütenstand besteht aus einzelnen, einfachen und nahezu sitzenden Cymen. Die Cyathien werden 6 Millimeter im Durchmesser groß und die elliptischen und etwas rosagelb gefärbten Nektardrüsen grenzen aneinander. Über die Früchte und Samen ist nichts bekannt.

## Verbreitung und Systematik
Euphorbia bitataensis ist im Süden von Äthiopien in Felsspalten auf Granit in laubabwerfenden Wäldern in Höhenlagen von 1500 bis 1600 Meter verbreitet.
Die Erstbeschreibung der Art erfolgte 1993 durch Michael George Gilbert.